# 유밀과

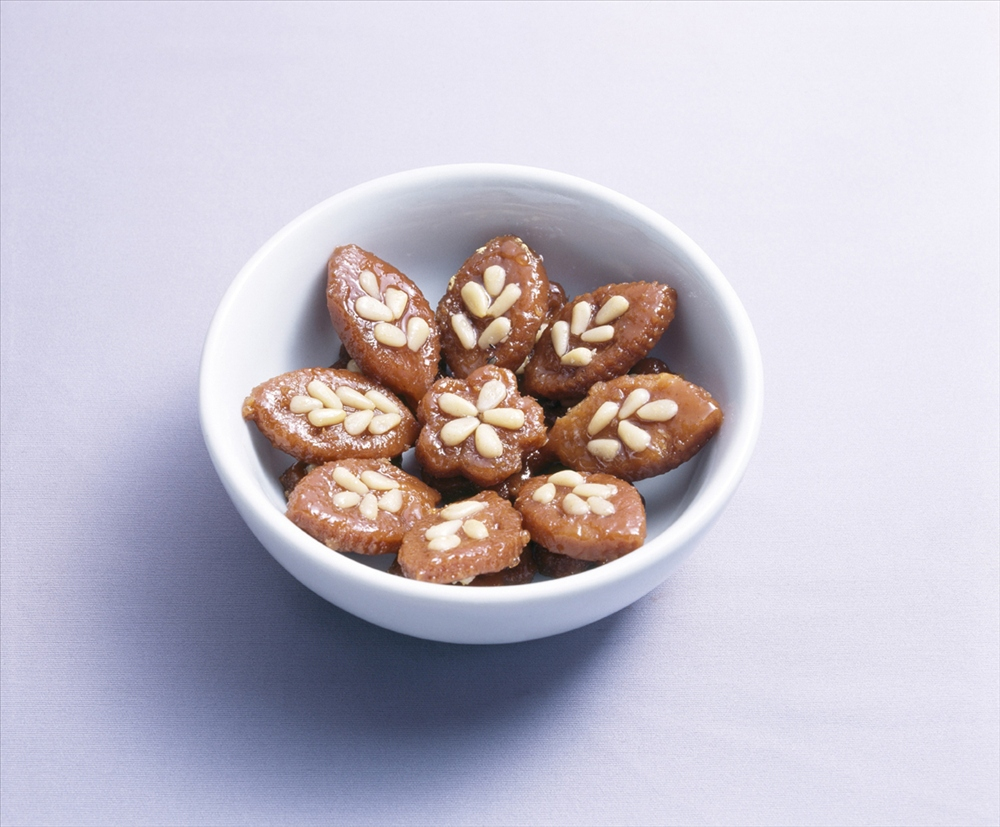
나뭇잎 모양으로 만든 약과

유밀과는 밀가루 반죽을 빚어 말린 뒤 기름에 튀겨 만든 한과이다. 유밀과 중에서 가장 널리 알려진 것은 약과이다.

## 역사
유밀과는 주식으로 먹어야 할 곡식을 사용하기에 제조가 금지되는 일이 예로부터 잦았다. 1192년 명종은 곡식, 기름, 꿀 등의 낭비가 심하다며 유밀과를 상에 올리는 것을 금지하고 대신 과일을 쓰도록 하였으며, 1310년 충선왕은 공사를 막론하고 모든 연회에서 유밀과와 조화(絲花)의 사용을 금하였다. 한편 유밀과는 그만큼 맛과 품질이 좋아, 1296년 원나라에서 열린 고려의 세자와 보탑실련 공주(寶塔實憐公主)의 결혼식에서는 고려에서 가져간 유밀과를 썼으며, 이규경의 《오주연문장전산고》에는 충선왕 때 고려 세자와 원나라 공주의 결혼식에서도 역시 고려에서 만든 약과를 가져가 썼는데 원나라 왕과 공주, 대신 등이 크게 기뻐하였다고 기록되어 있다.

## 같이 보기
- 유과
- 유밀과
  - 약과
  - 만두과
  - 매작과